# Same Difference
Same Difference (с англ. — «Никакой разницы») — пятый студийный альбом шведской дэт-металлической группы Entombed, выпущен в 1998 году на лейбле Metal-Is.

## Об альбоме
Запись Same Difference проходила в стокгольмской студии Polar Studios.
Барабанщик и автор большинства песен Нике Андерсен покинул группу, и этот альбом стал первой работой с Peter Stjärnvind (Krux, Merciless, Murder Squad, Nifelheim) на барабанах.
На этот раз у Entombed была более современная студия и намного больше времени на запись, поэтому у них была возможность как следует поработать над новым материалом. Одним из новшеств на «Same Difference» стал несколько изменённый вокал Ларса Петрова, который время от времени демонстрирует слушателям свой «чистый» голос.

## Список композиций
1. «Addiction King» — 2:56
2. «The Supreme Good» — 4:15
3. «Clauses» — 3:38
4. «Kick in the Head» — 3:29
5. «Same Difference» — 4:00
6. «Close but Nowhere Near» — 2:56
7. «What You Need» — 2:49
8. «High Waters» — 3:39
9. «20-20 Vision» — 3:03
10. «The Day, The Earth» — 2:45
11. «Smart Aleck» — 3:19
12. «Jack Worm» — 2:51
13. «Wolf Tickets» — 3:52
14. «Vices By Proxy» — 2:58 [Unlisted Bonus Track]

## Участники записи
- Jörgen Sandström — бас-гитара
- Peter Stjärnvind — ударные
- Alex Hellid, Uffe Cederlund — гитара
- Lars Göran Petrov — вокал
- Продюсер — Daniel Rey